# Fraktionelle Flussreserve
Die Fraktionelle Flussreserve ist ein Index, welcher den Zustand der epikardialen koronaren Gefäße (Herzkranzgefäße) beschreibt. Dazu werden im Rahmen einer Herzkatheteruntersuchung die Drücke in den Arterien vor und hinter einer Verengung gemessen (Intrakoronare Druckmessung). Aus dem Quotienten zwischen diesen beiden Drücke kann geschlossen werden, ob ein Eingriff an dieser Verengung, zum Beispiel durch eine Stentimplantation, notwendig ist.

## Hintergrund

### Koronare Herzerkrankung
Die koronare Herzerkrankung stellt in der westlichen Welt eine der häufigsten Krankheitsbilder mit fatalem Verlauf dar. Neben der pharmakologischen Behandlung und der Bypass-OP ist die invasive, kathetergeführte Stentimplantation mit ca. 375.000 Eingriffen pro Jahr die am häufigsten durchgeführte Behandlungsmethode in der Bundesrepublik Deutschland.
Vor der Behandlung der koronaren Herzerkrankung kommt dem Nachweis von reversibler Ischämie (Mangeldurchblutung) eine besondere Rolle zu: Stenosen (Engstellen), welche eine Ischämie des Myokards verursachen, aber unbehandelt bleiben, stellen ein 12fach höheres Risiko für den Patienten dar, in den kommenden 12 Monaten einen Infarkt zu erleiden oder daran zu versterben. Es ist somit von hohem Interesse, die Ischämie verursachende Stenose zu behandeln und das Risiko für den Patienten für solch ein Ereignis zu minimieren. Die Behandlung von Stenosen durch eine Stentimplantation, welche keine Ischämie verursachen, bringen für den Patienten keinen Vorteil.
Es kann sogar zu einer höheren Ereignisrate im Verlauf führen, als bei einer nicht invasiv behandelten Stenose. Die rein pharmakologische Behandlungsstrategie der Koronarsklerose scheint hier von Vorteil zu sein.

### Physiologie
Im Gegensatz zur Skelettmuskulatur schöpft das Herz den Sauerstoff selbst unter Ruhebedingungen nahezu vollständig aus. Unter Belastung (zum Beispiel während sportlicher Betätigung) kann es seinen erhöhten Sauerstoffbedarf nur durch Erhöhung des Blutflusses erreichen. Die Erhöhung dieses Flusses, vom Ruhefluss bis zum Maximalfluss, nennt man koronare Flussreserve (CFR). Bei einem gesunden Menschen kann der Ruhefluss um das 5fache und auch darüber hinaus gesteigert werden. Jeder Mensch hat eine individuelle CFR, die einen Normbereich zwischen 3 und 7 hat. Die Flussregulierung findet durch die Mikrozirkulationsgefäße statt, welche ihren Querschnitt den jeweiligen Belastungsbedingungen anpassen, und durch Veränderung ihres Widerstandes (Weitstellung = kleiner Widerstand, Engstellung = großer Widerstand), den Blutfluss steigern oder senken.
Eine maximale Durchblutung des Herzens wird nur dann erreicht, wenn die Gefäße der Mikrozirkulation ihren Strömungswiderstand maximal senken, das heißt, ihren Querschnitt maximal weiten. Ist dieser Zustand erreicht, so spricht man von maximaler Hyperämie.
Die Fähigkeit dieser Mikrozirkulationsgefäße ihren Widerstand zu ändern, kann in Teilen gestört sein (rheologische Störungen, Diabetes, Alter etc.) oder gar ganz zerstört (nach Infarkt etc.). Bei der Bestimmung der CFR (z. B. mittels Dopplerdraht), gibt der gemessene Wert lediglich einen Anhalt über den Gesamtzustand der arteriellen Leitungsbahn des Herzens, lässt jedoch keine Differenzierung über den Zustand der epikardialen Leitungsbahnen und der Mikrozirkulationsgefäße zu. So gibt es auch keinen klaren Grenzwert für eine pathologische CFR. Je nach Literatur wird ein Grenzwert mit 1,5–2,5 des Ruheflusses angegeben. Auch ist die zweifelsfreie Bestimmung der CFR nicht immer möglich, da der Ruhefluss oft nicht zweifelsfrei bestimmt werden kann. Der physiologische Zustand der epikardialen Gefäße ist für die therapeutische Planung aber von großem Interesse, da hier eine Entscheidung zur invasiven Therapie (zum Beispiel einer Stentimplantation) deutlich erleichtert wird.

## Fraktionelle Flussreserve FFRmyo
Die FFRmyo ist ein Index, welcher den Zustand der epikardialen koronaren Gefäße (Herzkranzgefäße) beschreibt. Die Druckverhältnisse in einem Koronargefäß sind in jedem Segment dieses Gefäßes identisch, wenn der Blutfluss nicht beeinträchtigt ist. Ein gemessener Druck am Anfang des Gefäßes (Pa) entspricht auch immer dem Druck im distalem (entfernten) Gefäßsegment (Pd), unabhängig von der Länge oder dem Querschnitt der Koronararterie. Dies gilt sowohl unter Ruhefluss als auch unter maximaler Hyperämie.
Die Bestimmung der FFRmyo wird grundsätzlich nur unter maximal hyperämischen Bedingungen vorgenommen, da nur unter maximaler Durchblutung des Herzmuskels eine lineare Beziehung zwischen Druck und Fluss besteht. Bildet man aus den gemessenen Werten Pd und Pa den Quotienten, so entspricht die FFRmyo in einem gesunden Gefäß immer dem maximalen Wert 1 ({\displaystyle Pd/Pa=1}).
In Anwesenheit einer Stenose sinkt der Druck distal (hinter) der Stenose unter maximaler Hyperämie ab. Somit ist {\displaystyle Pd/Pa<1}. Ein Absinken der FFRmyo unter den Wert 1 ist nicht nur vom Diameter der Stenose, deren Länge und Beschaffenheit abhängig: Einen besonderen Einfluss hat hier die Größe des von der Arterie versorgten Myokards und dem pathophysiologischen Zustandes der dazugehörigen Mikrozirkulation. Ist der Widerstand der Mikrozirkulation unter maximaler Hyperämie hoch und das Versorgungsgebiet klein, so ist es möglich, dass selbst eine höhergradige Stenose keinen oder nur einen geringen Einfluss auf den Blutfluss hat.
Bei einer FFRmyo größer 0,80 liegt keine epikardial bedingte Myokardischämie vor. In diesem Fall ist eine invasive Behandlung des Gefäßes (z. B. durch eine Stent-Implantation) wahrscheinlich nicht von Nutzen für den Patienten, sondern möglicherweise sogar von Nachteil. Ein Wert unter 0,75 bedeutet: in diesem Gefäß liegt eine Minderung des Flusses gegenüber dem maximal möglichen Fluss um mehr als 25 % vor. Ein Wert von unter 0,75 weist eineindeutig auf das Vorhandensein einer hämodynamisch relevanten Stenose hin. Hier kann der Patient von einer invasiven Therapie (Stentimplantation; Bypass-OP; etc.) profitieren.
Die Sensitivität der FFRmyo liegt bei 88 %, die Spezifität bei 100 %. Die FFRmyo gehört somit zu den genauesten Nachweisverfahren des pathophysiologischen Zustandes der epikardialen Gefäße.

## Einsatz
Die FFRmyo gehört noch nicht zum Standard bei der Herzkatheteruntersuchung in Deutschland. Nur in etwa jede 180. Herzkatheter-Untersuchung wird durch die FFRmyo unterstützt. Dies hat zum Teil mit der schwierigen Situation der Kostenerstattung durch die Kostenträger (Krankenkassen) zu tun, die sich aber ab 2010 verändert. Mehrheitlich wird heute die Entscheidung, ob es zu einer Intervention an den Herzkranzgefäßen kommt, auf Grundlage der Angiographie getroffen. Der konsequente Einsatz der FFRmyo führt zu einer Verschiebung einer solchen Behandlungsstrategie. Eine Beurteilung der Pathophysiologie alleine durch den Einsatz bildgebender Verfahren ist nicht zweifelsfrei möglich, was zahlreiche Studien zeigen. Dies führt aus koronarphysiologischer Sicht einerseits zur Überbehandlung von Stenosen (∅>50 % ) mit Stents (da sie angiographisch falsch positiv eingeschätzt werden), andererseits wird Patienten eine nützliche, invasive Behandlung vorenthalten (da deren Stenosen (∅<50 %) angiographisch falsch negativ eingeschätzt werden). Eine Unterbehandlung von Ischämie verursachenden Stenosen geht mit einer erhöhten MACE-Rate (Major Adverse Cardiac Event) einher. Für eine nachhaltige Behandlungsstrategie ist also von großem Vorteil, nachzuweisen, dass die Stenose tatsächlich auch eine Ischämie des Myokards verursacht.

## Studien
- N. H. Pijls, B. De Bruyne, K. Peels u. a.: Measurement of fractional flow reserve to assess the functional severity of coronary-artery stenoses In: N. Engl. J. Med. Band 334, Nr. 26, Juni 1996, S. 1703–1708. PMID 8637515.